# Kingston Frontenacs
Kingston Frontenacs är ett kanadensiskt proffsjuniorishockeylag som är baserat i Kingston, Ontario och har spelat i den nordamerikanska proffsjuniorligan Ontario Hockey League (OHL) sedan 1974, när ligan bildades som Ontario Major Junior Hockey League (OMJHL). Laget i sig bildades dock redan 1945 som Kingston Victorias, för spel i Ontario Hockey Association (OHA). Under resans gång har de varit Kingston Frontenacs, 1952-1973; Kingston Canadians, 1973-1988 och Kingston Raiders, 1988-1989. De spelar sina hemmamatcher i Rogers K-Rock Centre, som har en publikkapacitet på 5 614 åskådare. Frontenacs har varken vunnit Memorial Cup eller OHL.
De har fostrat spelare som bland annat Sean Avery, Sam Bennett, Drake Berehowsky, Matt Bradley, Jan Bulis, Matt Cooke, Chris Gratton, Erik Gudbranson, Chad Kilger, Shane O'Brien, Andrew Raycroft, Craig Rivet, Mike Smith, Anthony Stewart, Chris Stewart och Mike Zigomanis som alla tillhör alternativt tillhörde olika medlemsorganisationer i den nordamerikanska proffsligan National Hockey League (NHL).